# Kościół św. Katarzyny Aleksandryjskiej w Strojcu
Kościół św. Katarzyny Aleksandryjskiej – rzymskokatolicki kościół parafialny, położony we wsi Strojec (gmina Praszka). Kościół należy do parafii św. Katarzyny Aleksandryjskiej w Strojcu w dekanacie Praszka, archidiecezji częstochowskiej.

## Historia i wyposażenie

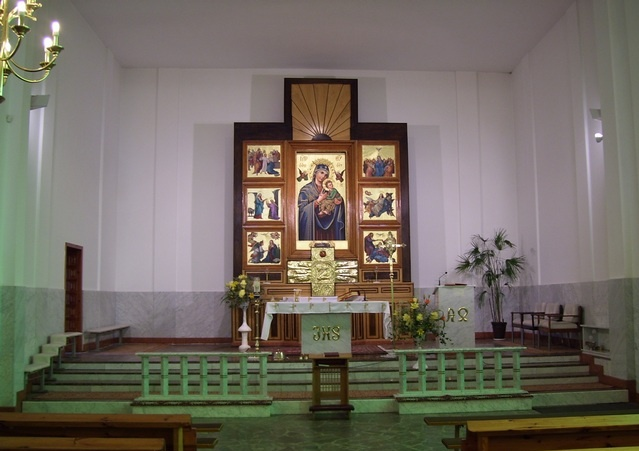
Wnętrze świątyni

Kościół w Strojcu istniał już w XV wieku. W XVIII wieku świątynia została rozebrana, a w jej miejsce, w 1710 roku, wybudowano nową. W połowie XIX wieku kościół został ponownie rozebrany, a wieś została włączona do parafii w Praszce. Dopiero w latach 80. XX wieku mieszkańcy otrzymali zgodę na budowę własnego "domu Bożego". W 1980 roku ponownie erygowano parafię w Strojcu. 23 lutego 1985 roku ówczesny proboszcz otrzymał pozwolenie na budowę kościoła. Projekt świątyni wykonał architekt mgr inż. arch. Zygmunt Fagas z Katowic. 18 maja 1985 roku dokonano poświęcenia wykopów pod fundamenty. W ciągu 3 lat kościół został wybudowany, łącznie z plebanią. 23 września 1990 roku biskup częstochowski Stanisław Nowak dokonał konsekracji obiektu. W 1998 roku wykończona została wieża kościelna, w której zawieszono dwa dzwony. W 2000 roku kościół został ogrodzony
metalowym płotem, a w wejściu głównym zainstalowano kutą bramę. W 2001 roku urządzono prezbiterium oraz nawę główną i boczną. Zamontowano nowy ołtarz główny z obrazem Matki Bożej Nieustającej Pomocy. Boczne skrzydła ołtarza /tryptyku/ głównego uzupełniono obrazami olejnymi przedstawiającymi sceny z życia Matki Najświętszej. W bocznej kaplicy powstał ołtarz ku czci patronki kościoła (św. Katarzyny Aleksandryjskiej). Kościół został wyposażony w nowe nagłośnienie, ambonę i balaski, które zostały wykonane z włoskiego marmuru carrara. Z tego samego marmuru wykonano boazerię w całym kościele. Ściany kościoła otrzymały gładź gipsową i zostały pomalowane na kolor biały. Kościół otrzymał również nowe oświetlenie prezbiterium, nawy głównej oraz nawy bocznej. W bocznej nawie zamontowano nowe ławki dębowe oraz dwa konfesjonały. Wszystkie okna w kościele zostały wymienione i uzupełnione witrażami. 18 czerwca 2001 roku, kompleksowo wykończona świątynia została ponownie poświęcona przez arcybiskupa Stanisława Nowaka. W 2002 roku wykończono wejście na chór parafialny, a w 2004 roku zakupiono nowe organy firmy Johanus oraz dokonano kapitalnego remontu zabytkowej kaplicy Miłosierdzia Bożego. W tym samym roku powstały przy kościele dwie kapliczki: 
- Matki Bożej Niepokalanej z pamiątkowymi tablicami,
- Serca Pana Jezusa.

30 czerwca 2004 roku obie kapliczki zostały poświęcone przez arcybiskupa częstochowskiego Stanisława Nowaka. W roku 2007 w prezbiterium postawiono dwie kolumny upiększające ołtarz główny, a sam ołtarz został na nowo przebudowany i zmodernizowany.